# Antti Muurinen

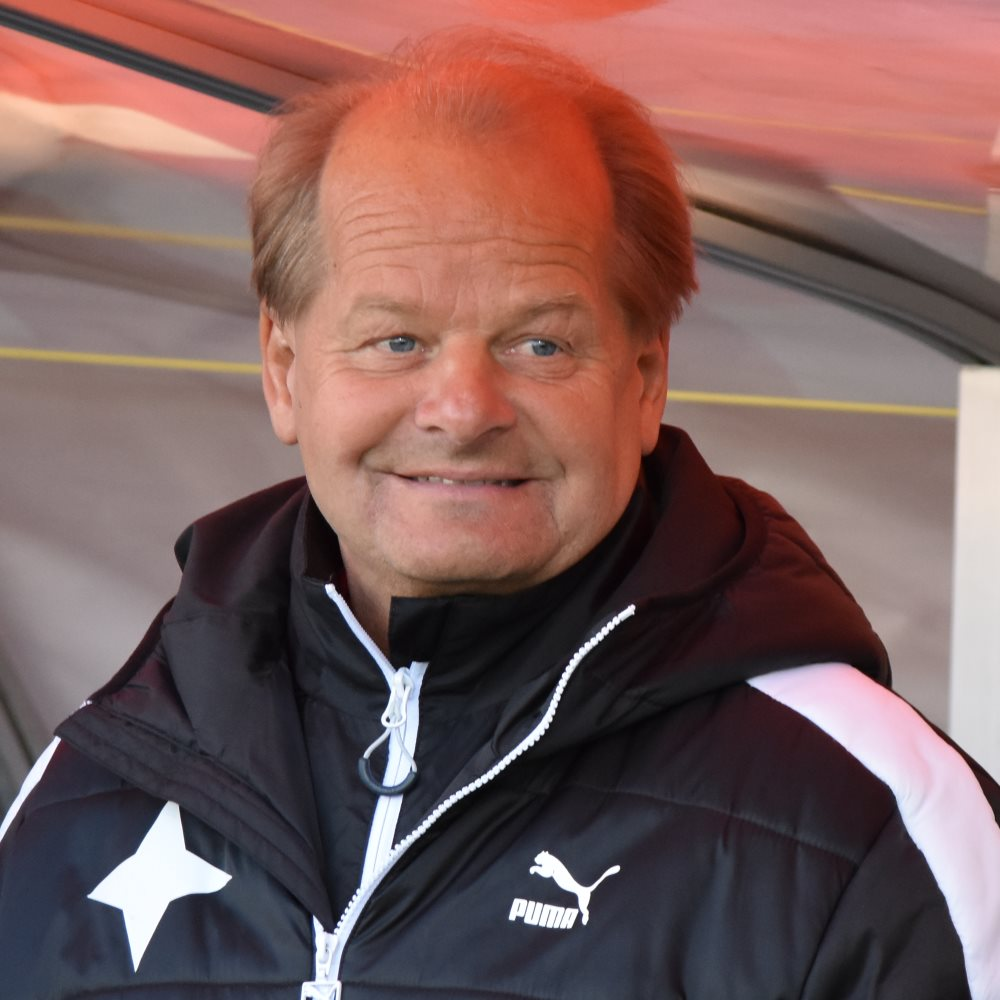
Antti Muurinen (2017)

Antti Muurinen (* 4. März 1954) ist ein ehemaliger finnischer Fußballtrainer.

## Sportlicher Werdegang
Muurinen begann seine Trainerkarriere beim FC Kontu, den er Anfang 1981 nach dem Abstieg in die Fünftklassigkeit übernahm. Nach dem direkten Wiederaufstieg führte er die Mannschaft bis in die zweite Liga, wo er in der Spielzeit 1986 als Aufsteiger Vizemeister wurde und erst in der Relegation gegen Kemin Palloseura den Aufstieg in die Mestaruussarja verpasste. Nach einem dritten Tabellenplatz im Folgejahr warb ihn der Erstligist FC Kuusysi ab, die er bis 1993 trainierte. Dabei gewann er in der Spielzeiten 1989 und 1991 den finnischen Meistertitel. Den möglichen Doublegewinn 1991 verpasste die Mannschaft erst im Endspiel um den Pokalwettbewerb 1991, als sich Turku PS im Elfmeterschießen durchsetzte. 1994 übernahm er den Ligakonkurrenten FF Jaro, den er drei Spielzeiten betreute. In der Spielzeit 1996 stand er mit der Mannschaft nach der regulären Saison an der Tabellenspitze, rutschte aber in der Meisterrunde aus den Europapokalplätzen. Anschließend wurde er Trainer bei HJK Helsinki, der in der Abstiegsrunde hatte antreten musste. Den Rekordmeister führte er in der Spielzeit 1997 zum 19. Meistertitel der Vereinsgeschichte und anschließend als ersten finnischen Klub in der UEFA Champions League 1998/99 in die Gruppenphase, als unter anderem der französische Vizemeister FC Metz besiegt wurde. Gegen den späteren Gruppensieger 1. FC Kaiserslautern gelang im Heimspielauftakt ein 0:0-Remis, mit fünf Punkten – gegen Benfica Lissabon wurde das Heimspiel mit 2:0 gewonnen und das Auswärtsspiel endete mit einem 2:2-Remis – reichte es dennoch nur zum letzten Gruppenplatz.
Nach den Erfolgen bei HJK übernahm Muurinen als Nachfolger des Dänen Richard Møller Nielsen im Sommer 2000 die finnische Nationalmannschaft. Bis 2006 blieb er im Amt, konnte sich jedoch für kein bedeutendes Turnier qualifizieren. Im Juli 2005 musste er vorzeitig gehen, der bisherige U-21-Auswahltrainer Jyrki Heliskoski übernahm bis zur Verpflichtung von Roy Hodgson ab Januar 2006 interimistisch auch die A-Nationalmannschaft. Unterdessen kehrte Muurinen in den finnischen Ligafußball zurück, wo er nach einem Kurzaufenthalt als Trainer des FC Lahti 2007 zu HJK Helsinki zurückkehrte. Bis zu seinem Abschied 2012 verzeichnete er vier Meistertitel und zwei Pokalsiege mit dem Klub.
Nach der Entlassung von Toni Korkeakunnas übernahm Muurinen im September 2013 den Trainerposten bei Myllykosken Pallo -47, wo er bis Anfang 2015 blieb. Im Sommer 2016 übernahm er Helsingfors IFK. Nachdem er mit dem Klub in der Spielzeit 2016 die Klasse gehalten hatte, verlängerte er seinen Vertrag um eine Spielzeit. Als Tabellenvorletzter der Spielzeit 2017 musste er mit dem Klub in die Relegation, wo sich der FC Honka Espoo aufgrund der Auswärtstorregel durchsetzte. Damit endete Muurinens Tätigkeit für den Klub.